# Daniel Baumgartner
Daniel Baumgartner (* 2. Dezember 1961 in Frauenfeld, heimatberechtigt in Aadorf) ist ein ehemaliger Schweizer Berufsoffizier (Korpskommandant).

## Leben
Baumgartner machte eine Lehre als Müller und arbeitete später als Betriebsleiter. Im Jahre 1988 ist er in das Korps der Berufsoffiziere eingetreten und hatte Funktionen in verschiedenen Schulen inne, unter anderem war er Kommandant der Logistik Offiziersschule in Bern. Zuletzt war er Chef Armeeplanung und stellvertretender Chef des Armeestabs. Vom 1. Oktober 2010 bis 30. Juni 2015 war er Chef der Logistikbasis der Armee. Seit dem 1. Juli 2015 übt er die Funktion Zugeteilten Höheren Stabsoffizier / Weiterentwicklung der Armee Ausbildung aus. In der Bundesratssitzung vom 4. März 2016 wird er zum Kommandanten Heer per 1. April 2016 ernannt und folgt auf Dominique Andrey. Im Januar 2017 übernahm Baumgartner unter gleichzeitiger Beförderung zum Korpskommandanten das Ausbildungskommando in der Weiterentwicklung der Armee.
Der Bundesrat hat Baumgartner am 10. April 2019 per 1. Januar 2020 zum Verteidigungsattaché in Washington ernannt.
Baumgartner wurde per 31. Dezember 2023 unter Verdankung der geleisteten Dienste pensioniert. Seine Nachfolge als Verteidigungsattaché in Washington übernahm Marco Schmidlin.

## Militärische Funktionen
Als Miliz-Offizier hatte Daniel Baumgartner folgende Funktionen:
- 2001–2003: Oberst im Generalstab, Kommandant Versorgungsregiment 13
- 1999–2000: Oberstleutnant im Generalstab, Stab Ter Br 12, USC Op
- 1996–1999: Major im Generalstab, Kommandant Versorgungsbataillon 131
- 1994–1995: Hauptmann im Generalstab, Chef Triage und Betrieb, Geb Div 12
- 1990–1993: Hauptmann, Kommandant Versorgungskompanie II/131

## Kritik
Baumgartner geriet auf Grund von überbordenden Spesen in die Kritik, so konsumierten bei einem Führungsseminar 2014 28 Teilnehmer Alkohol im Wert von rund 1735 Schweizer Franken. 2015 lud er als Kommandant der Logistikbasis der Armee seine 3500 Mitarbeiter und 500 externe Gäste zum Jahresrapport ein, für Unterhaltung sorgte die Sängerin Fabienne Louves. Der Rapport kostete dabei über eine halbe Million Schweizer Franken. Auch die Weihnachtsessen kosteten oft über 250 Schweizer Franken pro Person, Partner und Partnerinnen waren dabei stets auch eingeladen. Weiter verschenkte er mehrere Helvetia-Goldmünze aus dem 19. Jahrhundert im Wert von gut 1200 Schweizer Franken. Ein Disziplinaruntersuchung kam lediglich zum Schluss, dass aufgrund eines fehlenden Spesenreglements einzig der Alkoholkonsum nicht regelkonform war. Trotzdem versetzte die Bundesrätin Viola Amherd als Verteidigungsattaché nach Washington, wo er aber aufgrund der Bundespersonal-Verordnung trotz tieferer Position nicht weniger verdiente und somit mehr als sein direkter Vorgesetzter, Botschafter Jacques Pitteloud.